# Joseph Toynbee

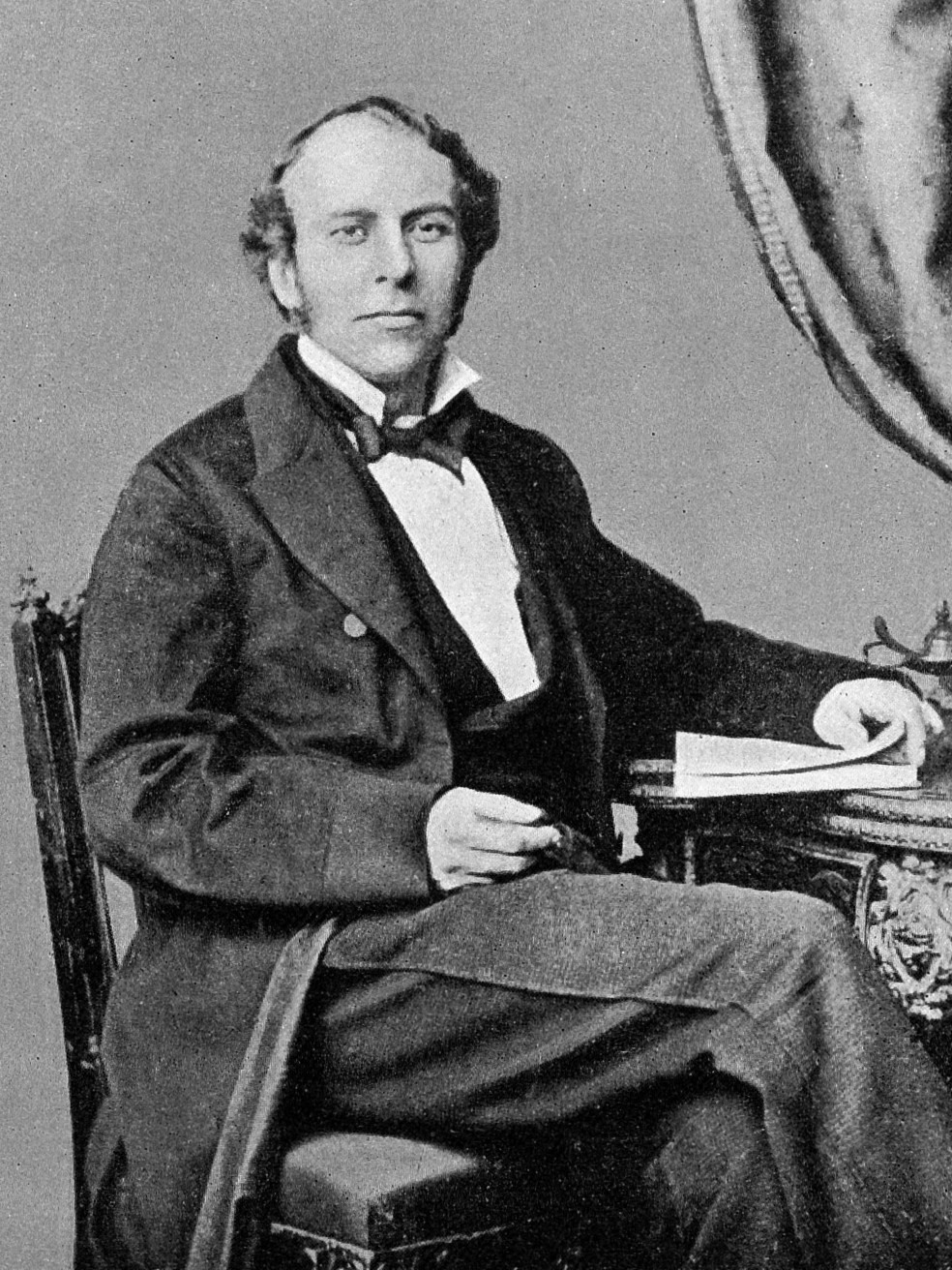
Joseph Toynbee

Joseph Toynbee (* 30. Dezember 1815 in Heckington (Lincolnshire); † 7. Juni 1866 in London) war ein englischer Anatom und Otologe, welcher der pathologischen Anatomie des Gehörorgans eine wissenschaftliche Grundlage bereitete.

## Familie
Toynbee war der zweite Sohn von insgesamt fünfzehn Kindern des wohlhabenden Landeigners und Farmers George Toynbee (1783–1865). Seine erste Ehefrau und Mutter von Joseph Toynbee war Elizabeth Cullen (1785–1829).
Joseph Toynbee war der Vater des Volkswirtschaftswissenschaftlers und Wirtschaftshistorikers Arnold Toynbee, sein Neffe war der Geschichtsphilosoph Arnold Joseph Toynbee (1889–1975), mit dem der Vorletzte aufgrund der Namensähnlichkeit oft verwechselt wird.
Im August 1846 heiratete er Harriet Holmes (1822–1897), Tochter von Nathaniel Holmes. Das Paar hatte letztlich neun Kinder: Gertrude (* 1848), William (* 1849), Lucy (* 1850), Arnold (1852–1883), Rachel (* 1853), Paget Jackson (1855–1932), Mary H. (* 1856), Grace Poleridge (* 1856) und Harry Valpy Toynbee (1861–1941).

## Leben und Wirken
Nach einigen Jahren des Privatunterrichts besuchte er die King’s Lynn Grammar School in Norfolk. Toynbee nahm sein Medizinstudium schon im Alter von siebzehn Jahren auf. Die ärztliche Ausbildung begann er dann unter William Wade am Westminster General Dispensary in der Gerrard Street im Stadtteil Soho. Er hörte unter anderem auch bei Benjamin Collins Brodie. Seine anatomische Studien machte er unter der Anleitung von George Derby Dermott (1802–1847) an der Hunterian Medical School, Great Windmill Street, dort erhielt er auch die Berechtigung als Prosektor tätig zu werden.
Später wechselte er an das St George’s and University College Hospitals, wo sein Interesse für die Pathologie des Ohres geweckt worden war. Im Jahre 1838 nahm man ihn als Mitglied in das Royal College of Surgeons in London auf. Im selben Jahr ernannte man ihm zum assistant curator am Hunterian Museum, das unter der Leitung von Richard Owen stand.
Er beschrieb im Jahre 1850 unter dem Namen molluscous tumor und später auch sebeaceous tumor Neubildungen im Ohr, die Toynbee aber als primäre Balggeschwülste (durch einen Balg begrenzte Geschwülste aus Epidermisschuppen) des Gehörgangs ansah, die aber eher einem Cholesteatom ähnelten. Er wiederum sah ihren Ursprung in den Talgdrüsen.
Im Jahre 1857 wurde Toynbee Chirurg und Dozent am St Mary’s Hospital im Londoner Stadtteil Paddington. Während seiner Tätigkeit als Chirurg am St James’s und St George’s Dispensary wohnte Toynbee am Argyll Place in London. Es war die Phase in seinem Leben, in der er sich als Pionier auf dem Gebiet der Otologie entwickelte.
Er studierte die Tuba eustachii und das Trommelfell und versuchte sich an Wiederherstellungsversuchen, der Tympanoplastik.

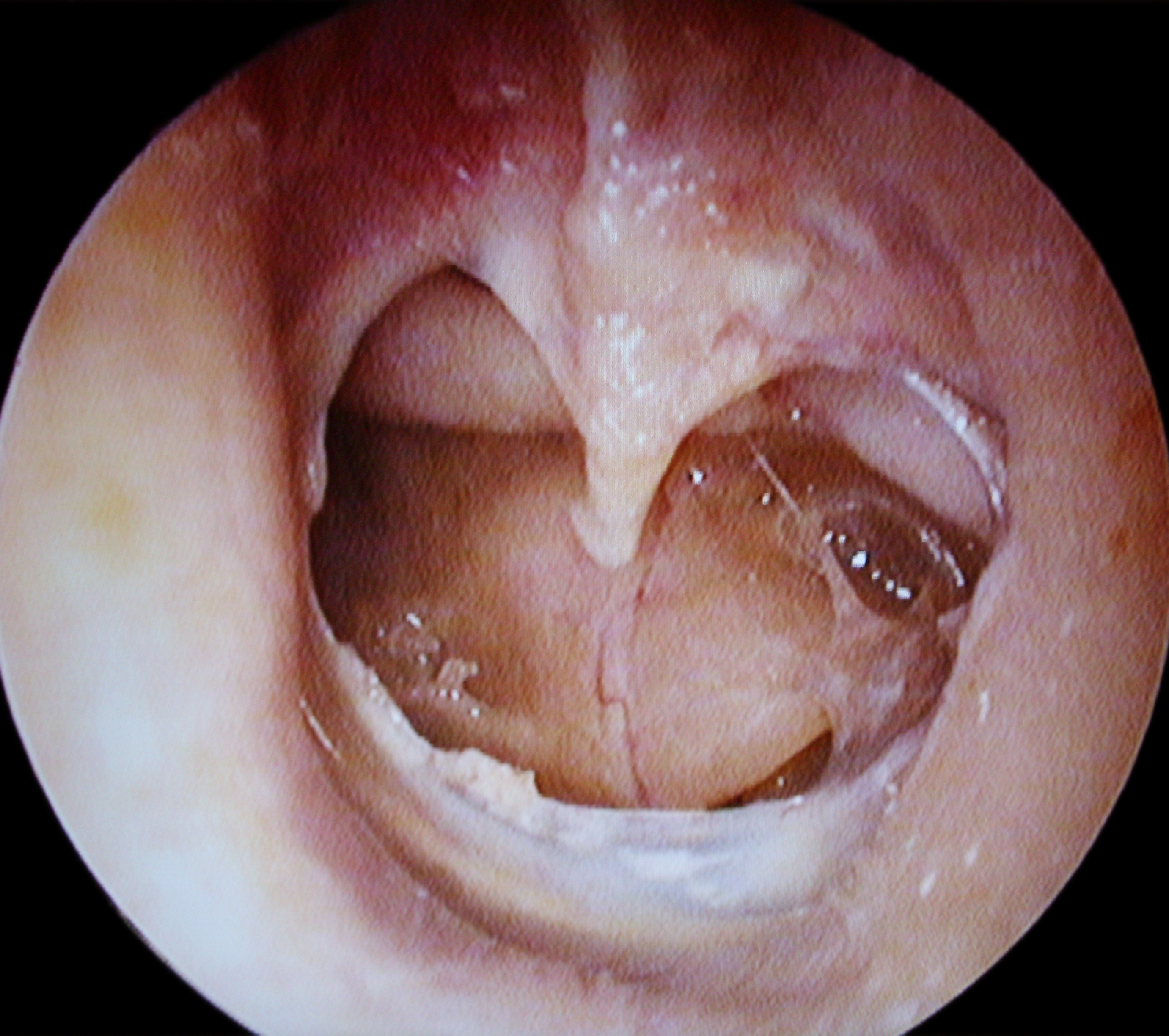
Perforiertes Trommelfell, Membrana tympani. Blick von außen über den äußeren Gehörgang.

Toynbee hatte beobachtet, dass Patienten mit einer Trommelfellperforation subjektiv für kurze Zeit wieder völlig oder fast normal hörten, wenn etwa Flüssigkeit die Öffnung in dem betroffenen Trommelfell ausgefüllt hatte. Verschwand diese „Flüssigkeitsplombe“, war auch die Besserung des Gehörs vorüber. Diese Beobachtung brachten Toynbee dazu, etwas zu entwickeln, das den Trommelfelldefekt dauerhafter verschließen sollte. Seine Überlegungen fußten auf experimentelle Therapien, die schon andere Kollegen durchgeführten hatten.
Im Jahre 1853 benutzte er an Stelle einer kleinen Baumwollekugel, wie sie James Yearsley (1805–1869) zuvor angewendet hatte, eine runde Guttaperchaplatte, die in der Mitte an einem Silberdraht zum Einführen durch den äußeren Gehörgang befestigt war. Der Silberdraht endete ringförmig, damit man das gesamte Gerät leichter wieder entfernen konnte. Obgleich der Silberdraht vom Patienten vielfach als störend empfunden wurde, übernahm man das Toynbee’sche Modell (artificial tympanic membrane) und entwickelte es weiter, so etwa August Lucae in Berlin.
Der Patient musste den Umgang mit dieser Toynbee-Prothese einüben; er lernte es, die Guttaperchaplatte richtig einzusetzen und damit allmählich die Tragezeit zu verlängern. In der Nacht wurde die Prothese entfernt.

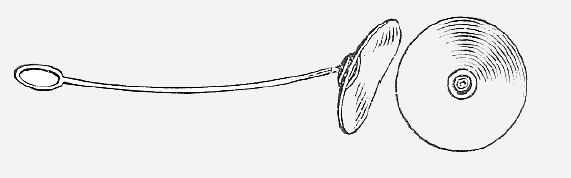
Trommelfell-Prothese nach Joseph Toynbee aus Guttapercha mit einem silbernen Haltedraht zum Einführen über den äußeren Gehörgang

Toynbee beschäftigte sich intensiv mit einzelnen Symptomen der verschiedenen Ohrerkrankungen und suchte Zusammenhänge durch Veränderungen an ihrem pathologischen Substrat. So obduzierte er eine große Anzahl – etwa 2000 Ohrsektionen – von Gehörorganen. Für Toynbee war es immer wieder erstaunlich, wie viele Veränderungen sich in den Obduktionen an den Ohren fanden, bei Verstorbenen, die zu Lebzeiten keine krankhaften Anzeichen oder Funktionsstörungen verspürten.
Einer seiner Schüler war auch Ádám Politzer, der sich um das Jahr 1861 persönlich in London aufhielt. Ebenso praktizierte und studierte August Lucae aus Berlin bei ihm und kann als sein Schüler angesehen werden und auch Anton Friedrich von Tröltsch arbeitete auf seiner Studienreise über Dublin, Glasgow und London im Jahre 1855 bei Toynbee.
Im Jahre 1841 hatte er sich dann gänzlich der Otologie gewidmet, einem bis dahin kaum anerkannten Fach in der Medizin. Im Jahre 1864 wurde er schließlich auf einen Lehrstuhl für Ohrenkrankheiten am St Mary’s Hospital in London berufen.
Toynbee versuchte die Hörminderung der Regentin Queen Victoria durch Injektionen am Ohr zu kurieren.
Joseph Toynbee starb am 7. Juli 1866 an einer versehentlichen Inhalation von Chloroform oder Blausäure in seinem Sprechzimmer, consulting room. Offensichtlich führte er ein Selbstexperiment durch, bei dem er versehentlich die beiden Substanzen inhalierte, um ein Heilmittel gegen Tinnitus zu erproben.
Man bestattete Toynbee auf dem Friedhof von St Mary’s in Wimbledon.

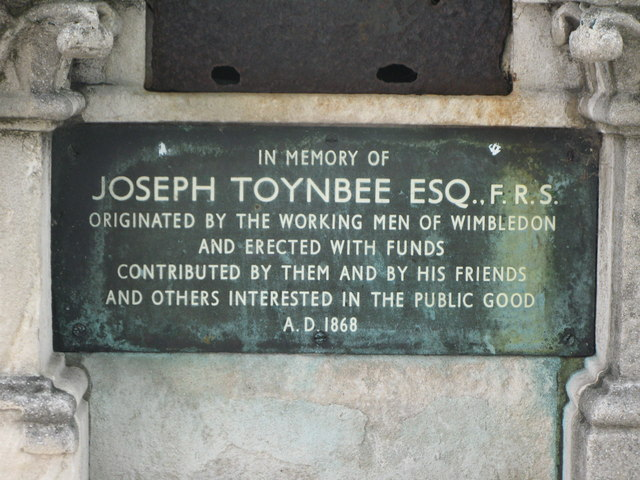
Gedenktafel am Gedächtnisbrunnen für Joseph Toynbee

### Toynbee-Manöver
Mit dem „Toynbee-Manöver“ wird in der medizinischen Praxis eine Methode der Tubenfunktions- bzw. ein Trommelfellbeweglichkeitstest verstanden, die auf den Namensgeber zurückgeht. Es stellt gewissermaßen die Umkehrung des Valsalva-Manövers dar; während das Toynbee-Manöver den Mittelohrdruck senkt, steigert ihn das Valsalva-Manöver. Beim Toynbee-Manöver wird der Patient angehalten einen Unterdruck im Nasopharynx dergestalt zu erzeugen, dass der Patient mit zugehaltener Nase schluckt. Dadurch ist physiologischerweise eine Einwärtsbewegung des Trommelfells zu beobachten. Sollte eine Tubenbelüftungsstörung bestehen, fehlt die Trommelfellbewegung bei direkter Betrachtung mit einem Otoskop bzw. zeigt das Tympanogramm (Tympanometrie) entsprechende Abweichungen.

## Veröffentlichungen (Auswahl)
- On the structure of the membrana tympani in the human ear. Richard Taylor, London 1851.
- On the use of an artificial membrana tympani in cases of deafness: dependent upon perforation or destruction of the natural organ. J. Churchill, London 1857.
- A Descriptive Catalogue of Preparations illustrative of the Diseases of the Ear in the Museum of Joseph Toynbee. J. Churchill, London 1857.
- The Diseases of the Ear: Their Nature, Diagnosis, and Treatment. Blanchard and Lea, 1860.
- Hints on the Formation of Local Museums. Robert Hardwicke, 1863.